# Marianna Marchesa Florenzi

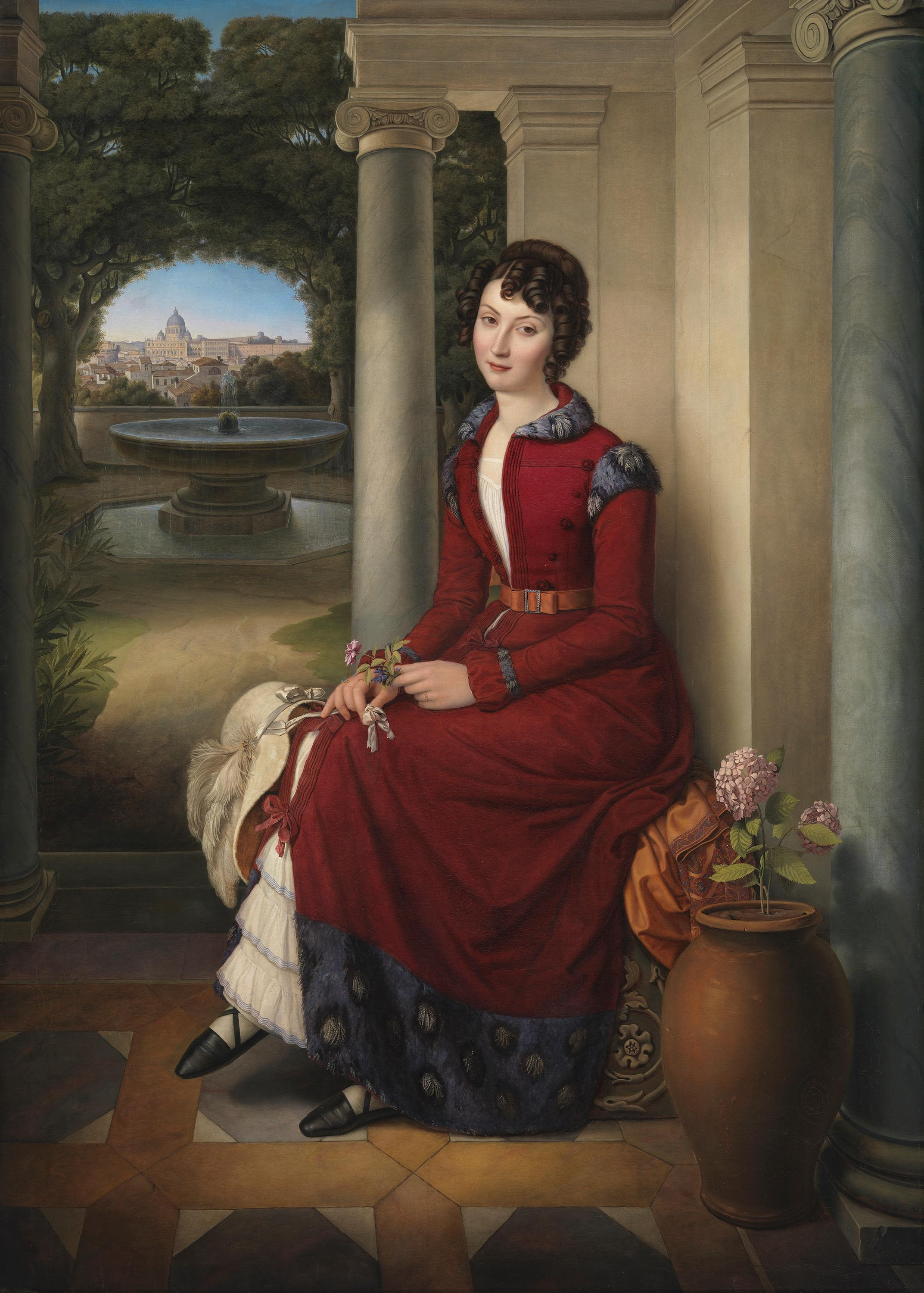
Bild Marchesa Florenzis in der Neuen Pinakothek, 1824 von Heinrich Maria von Hess in Rom im Auftrag Ludwigs I.

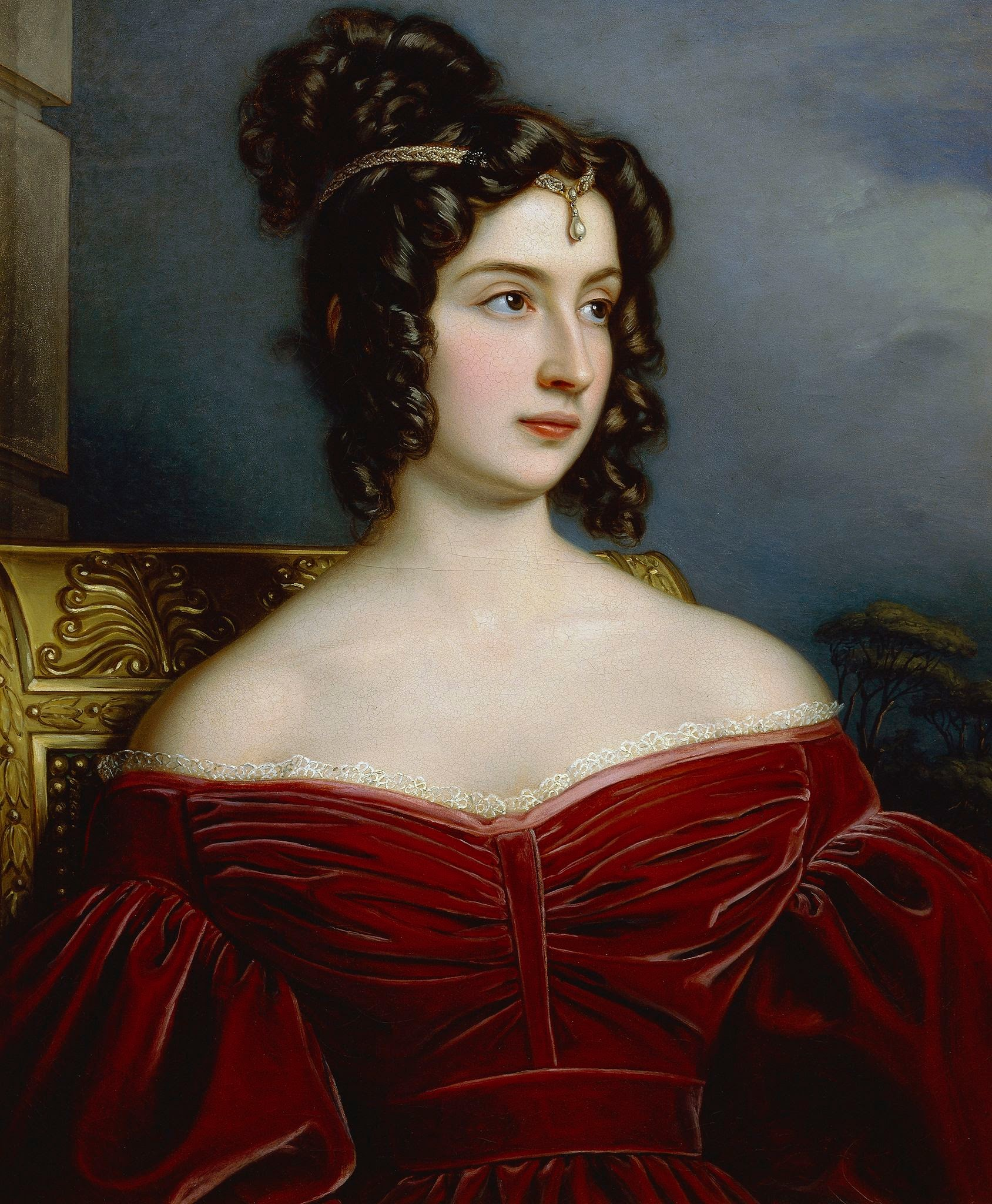
Bild Marchesa Florenzis aus der Schönheitengalerie Ludwigs I.

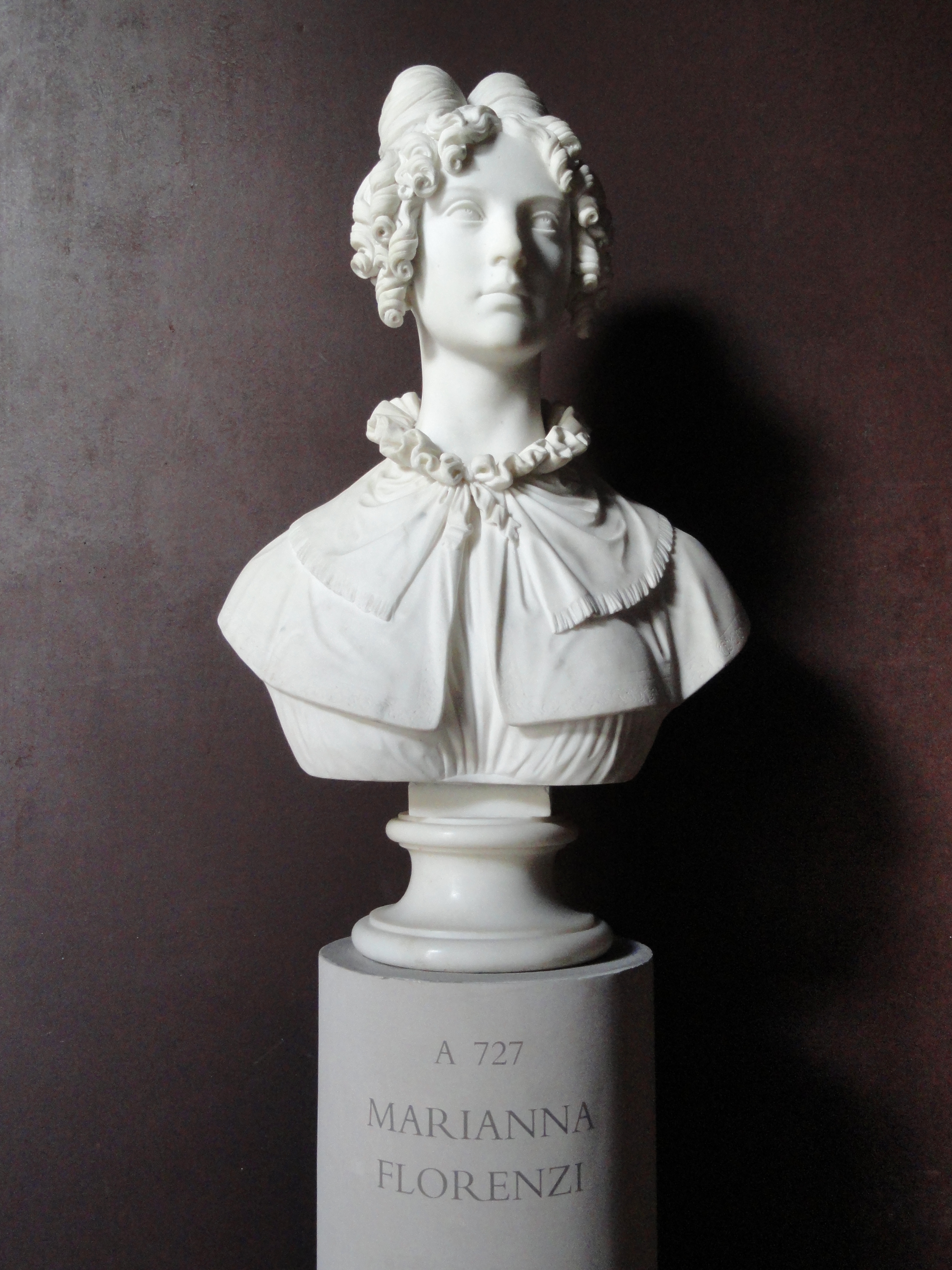
Büste Marianna Florenzis, 1829 von Thorvaldsen im Thorvaldsen-Museum

Marianna Marchesa Florenzi (* 9. November 1802 in Ravenna; † 15. April 1870 in Florenz), auch Marianna Bacinetti Florenzi Waddington, war eine italienische Adelige, Übersetzerin philosophischer Schriften, Philosophin und Freundin Ludwigs I. von Bayern.

## Jugend und erste Heirat
Die Tochter des Grafen Giuseppe Bacinetti aus Ravenna genoss in einem Institut in Faenza eine universelle Schulbildung und wurde als 16-Jährige mit dem 42-jährigen Ettore Florenzi, Marchese di Rasina, verheiratet und lebte seitdem in Perugia. Im Alter von 17 Jahren brachte sie am 15. Juli 1820 eine Tochter zur Welt, Carlotta.

## Ludwig I.
1821 lernte sie Kronprinz Ludwig, den späteren Ludwig I., König von Bayern, in Rom kennen. Ein Ort ihrer wiederholten Treffen war die Fontana dell'Acqua Acetosa, damals noch in ländlicher Umgebung vor der Stadt gelegen, wo Ludwig bei dem Brunnen Bäume anpflanzen und zwei steinerne Bänke aufstellen ließ. Zwischen den beiden Personen entstand eine jahrzehntelange Beziehung und Ludwig besuchte seine Geliebte vielmals und teils wochenlang. Auch in Deutschland trafen sie sich öfters. Sie schrieb über einen Zeitraum von 47 Jahren – bis zum Tod Ludwigs – über 2000 Briefe an Ludwig I., der ihr seinerseits etwa 3000 Briefe schrieb; Florenzis Briefe befinden sich im Geheimen Hausarchiv des Bayerischen Staatsarchivs in München. Ludwigs Briefe sind nicht erhalten. Korrespondenz mit anderen Personen befindet sich teilweise in der Casa Silvestri, dem Sitz der Soprintendenza Archivistica dell’Umbria in Perugia.
Wie sehr er an ihr hing, zeigen auch die Abbildungen, die er von ihr anfertigen ließ, wie 1824 das bekannte Porträt von Heinrich Maria von Hess (heute in der Neuen Pinakothek in München), 1827 (oder eher 1825) ein Porträt von Rehbenitz, 1829 eine Büste von Bertel Thorvaldsen (heute im Thorvaldsen-Museum in Kopenhagen) und 1828 ein Porträt von Joseph Karl Stieler (heute in der Schönheitengalerie von Schloss Nymphenburg in München).
Mariannas Sohn Ludovico, den sie am 31. Oktober 1821 gebar, galt offiziell als Sohn ihres Gatten Ettore, ist aber sehr wahrscheinlich der Sohn Ludwigs I., seines Taufpaten, der ihn und seine Schwester in Bayern ausbilden ließ und sich ihm gegenüber zeitlebens fürsorglich verhielt. Ludwig zuliebe lernte Marianna Florenzi Deutsch. Sie setzte sich auch mit deutscher Literatur auseinander.

## Zweite Heirat
Nach dem Tod Ettore Florenzis 1832 heiratete Marianna im Jahr 1836 den englischen Gentleman Evelyn Waddington (1806–1883).

## Die Philosophin
Literarisch gebildet und interessierte Leserin philosophischer Werke, stellte sie das weibliche Ideal einer gebildeten Frau der damaligen Zeit und einer geistreichen Gastgeberin bei kulturellen Zusammenkünften dar. Sie wurde ein angesehener Wegbereiter deutscher Philosophie in Italien, indem sie wichtige Werke übersetzte und auf Italienisch publizierte, wie Schriften von Schelling und Leibniz’ Monadologie. Sie förderte auch die Verbreitung von Kant und Spinoza in Italien. Politisch unterstützte sie Italiens Nationalbewegung. Sie publizierte u. a. 1866 Saggio sulla natura. Dante, il poeta del pensiero und landete damit wie mit anderen ihrer Werke auf dem kirchlichen Index Librorum Prohibitorum.
Die Familie Florenzi ist inzwischen ausgestorben, die Villa La Colombella ist Sitz eines Studienzentrums für Wasserwesen an der Università per Stranieri di Perugia und das Castello Ascagnano befindet sich in Privatbesitz.